# Vaxklocka
Vaxklocka (Kirengeshoma palmata) är en perenn, örtartad växt från Korea och Japan tillhörig växtfamiljen hortensiaväxter (Hydrangeaceae). Den trivs bäst i halvskuggiga miljöer med mullrik jord och blommar om hösten med vackra vita eller vaxgula blomklockor som sitter i flockar. Vaxklockan kan bli dryga metern hög och har även ett mycket attraktivt bladverk, med stora handflatsliknande blad. Släktet Kirengeshoma innehåller bara denna enda art.